# اورتو-نیتروفنیل-بتا-گالاکتوسید
اورتو-نیتروفنیل-بتا-گالاکتوسید (به انگلیسی: Ortho-Nitrophenyl-β-galactoside) با فرمول شیمیایی C۱۲H۱۵NO۸ یک ترکیب شیمیایی با شناسه پاب‌کم ۱۲۳۶۴۶ است. که جرم مولی آن ۳۰۱٫۲۴۹ g/mol می‌باشد. 